# Ferring
Pour les articles homonymes, voir Ferring Pharmaceuticals.
Cet article possède un paronyme, voir Feering.
Ferring est un village du district d'Arun dans le Sussex de l'Ouest en Angleterre, à l'ouest de la station balnéaire de Worthing. Il a le statut de paroisse civile. La population était de 4 480 habitants au recensement de 2011.

## Géographie
Au nord du village se trouve le sommet de la colline d'Highdown Hill (en) (81 m), qui était un lieu de sépulture pour les rois du Sussex.
La côte est plate et bordée d'une plage de galets.

## Histoire
L'origine du village est ancienne : il est mentionné dans le Domesday Book (XIe siècle). L'église paroissiale St. Andrew date de la période normande.
Dans la deuxième moitié du XXe siècle, il a fortement grandi, avec la construction de nombreuses résidences secondaires.